# Sphaerospora perlata
Sphaerospora perlata is een microscopische parasiet uit de familie Sphaerosporidae. Sphaerospora perlata werd in 1893 beschreven door Gurley. 